# بندر تميم
بندر تميم هو لاعب كرة قدم سعودي معتزل سبق له تمثيل نادي التوباد ونادي النصر السعودي ونادي سدوس السعودي و مثل المنتخب السعودي لكرة القدم في 13 مباراة دولية سجل خلالها هدفين دوليين .